# 2023年武汉弘桥小学交通事故
2023年武汉弘桥小学交通事故，是指2023年5月23日下午1时50分许发生在中国湖北省武汉市汉阳区钟家村琴台大道弘桥小学月湖校区校内的一起严重道路交通事故，造成该校一名1年级男学生谭某死亡，肇事司机为该校男教师刘某。

## 事故经过
2023年5月23日下午1时许，肇事司机教师刘某从弘桥小学月湖校区校内地下车库将车辆开进校园，在距离校门10多米的教學樓停下等待同事上车，计划一起外出参加培训活动。当时午休已经结束，距离下午第一节课还有几分钟，故学生可以在校内自由活动。在刘某车辆原地等待期间，1年级学生谭某走到车前蹲下。下午1时50分，刘某驾驶车辆重新启动前行，学生谭某被撞倒、碾压，送医傷重不治。

## 处理
事故发生后，武汉市汉阳区教育局会同当地公安等部门成立工作专班，开展事故调查工作。肇事司机教师刘某已被公安机关刑事拘留，将根据调查结果依法追究责任。对涉事学校校长和分管副校长予以免职，纪检监察部门对相关责任人员立案调查。
被撞学生谭某家属提供的医院急救病历显示，在事发9分钟急救人员到达现场时，谭某已丧失神志、双肺呼吸音消失、心率为0；急救人员到达前，刘某及车上另外2名教师未行特殊处理。汉阳区教育局相关负责人回应称：“事发后车上2名教师第一时间把围观的小孩劝离，之后因为害怕未靠近现场，2人已在接受调查，目前初步判断，这2位教师跟学生的受伤事故没有直接的因果关系。根据案件的侦查结果，会依法依规对相关责任人进行处理。”

## 后续事件

### 谭某母亲自杀
被撞学生谭某母亲杨女士接受媒体采访后，网络出现大量恶意评论，对其穿着和身材肆意评价。5月25日，杨女士曾在社交平台发布2部视频、1条配文称，“我亲爱的宝贝，妈妈好想你”，另1部为在涉事学校维权的场景视频，评论区也曾出现恶意评论。
5月29日，有自媒体发布文章称杨女士在接受采访后的视频发布网络后受到网暴。文章称，一些网友对杨女士外貌评头论足，还有一些网友称杨女士受访时“妆容精致”，看不出伤心的样子，甚至有人称她是为了以后“直播带货”。还有人称，“不是说不要赔偿吗”。
6月1日，有自媒体刊发《以260万赔偿结案，武汉小学生被碾压身亡事件，一共三家来赔偿!》的文章。在此文章的评论区有多条负面评论，比如“会闹的孩子有糖吃”、“（孩子父母）睡觉都睡笑醒”。
6月2日，谭某学生母亲杨女士在小区内的自家24樓坠楼身亡。当地公安机关表示正在对杨女士跳楼与网络暴力之间是否存在关联展开调查，目前是否存在关联尚不明确。